# Temporada 1988-89 de los Miami Heat
La temporada 1988-89 fue la primera de los Miami Heat en la NBA, tras la ampliación de la liga de 23 a 25 equipos, entrando a formar parte de la misma junto a los Charlotte Hornets. La temporada regular acabó con 15 victorias y 67 derrotas, ocupando el decimotercer y último puesto de la conferencia Oeste, no logrando clasificarse para los playoffs.

## Draft de expansión
| Pick | Jugador           | Posición  | Antiguo equipo       |
| ---- | ----------------- | --------- | -------------------- |
| 1    | Arvid Kramer      | Ala-Pívot | Dallas Mavericks     |
| 3    | Billy Thompson    | Alero     | Los Angeles Lakers   |
| 5    | Fred Roberts      | Ala-Pívot | Boston Celtics       |
| 7    | Scott Hastings    | Ala-Pívot | Atlanta Hawks        |
| 9    | Jon Sundvold      | Escolta   | San Antonio Spurs    |
| 11   | Kevin Williams    | Base      | Seattle SuperSonics  |
| 13   | Hansi Gnad        | Pívot     | Philadelphia 76ers   |
| 15   | Darnell Valentine | Base      | Los Angeles Clippers |
| 17   | Dwayne Washington | Base      | New Jersey Nets      |
| 19   | Andre Turner      | Base      | Houston Rockets      |
| 21   | Conner Henry      | Escolta   | Sacramento Kings     |
| 23   | John Stroeder     | Ala-Pívot | Milwaukee Bucks      |

## Elecciones en elDraft
| Ronda | Puesto | Jugador        | Posición  | Nacionalidad   | Universidad        |
| ----- | ------ | -------------- | --------- | -------------- | ------------------ |
| 1     | 9      | Rony Seikaly   | Pívot     | Líbano         | Syracuse           |
| 1     | 20     | Kevin Edwards  | Escolta   | Estados Unidos | DePaul             |
| 2     | 33     | Grant Long     | Ala-Pívot | Estados Unidos | Eastern Michigan   |
| 2     | 35     | Sylvester Gray | Alero     | Estados Unidos | Memphis            |
| 2     | 40     | Orlando Graham | Alero     | Estados Unidos | Auburn-Montgomery* |
| 3     | 59     | Nate Johnston  | Alero     | Estados Unidos | Tampa              |

## Temporada regular
| División Medio Oeste | División Medio Oeste | División Medio Oeste | División Medio Oeste | División Medio Oeste | División Medio Oeste | División Medio Oeste | División Medio Oeste | División Medio Oeste |
| Equipo               | G                    | P                    | %                    | PD                   | Casa                 | Fuera                | Div                  |                      |
| -------------------- | -------------------- | -------------------- | -------------------- | -------------------- | -------------------- | -------------------- | -------------------- | -------------------- |
| y-Utah Jazz          | 51                   | 31                   | .622                 | –                    | 34–7                 | 17–24                | 19–11                |                      |
| x-Houston Rockets    | 45                   | 37                   | .549                 | 6                    | 31–10                | 14–27                | 19–11                |                      |
| x-Denver Nuggets     | 44                   | 38                   | .537                 | 7                    | 35–6                 | 9–32                 | 18–12                |                      |
| Dallas Mavericks     | 38                   | 44                   | .463                 | 13                   | 24–17                | 14–27                | 19–11                |                      |
| San Antonio Spurs    | 21                   | 61                   | .256                 | 30                   | 18–23                | 3–38                 | 9–21                 |                      |
| Miami Heat           | 15                   | 67                   | .183                 | 36                   | 12–29                | 3–38                 | 6–24                 |                      |

## Estadísticas
| Rk | Jugador          | Edad | P  | PT | MP   | TC  | TCI  | %TC  | T3  | T3I | %T3  | TL  | TLI | %TL  | RO  | RD  | RT  | AS  | RB  | TAP | BP  | FP  | PTS  |
| -- | ---------------- | ---- | -- | -- | ---- | --- | ---- | ---- | --- | --- | ---- | --- | --- | ---- | --- | --- | --- | --- | --- | --- | --- | --- | ---- |
| 1  | Rory Sparrow     | 30   | 80 | 79 | 32.7 | 5.6 | 12.3 | .452 | 0.2 | 0.9 | .243 | 1.2 | 1.3 | .879 | 0.7 | 2.0 | 2.7 | 5.4 | 1.3 | 0.2 | 2.6 | 2.1 | 12.5 |
| 2  | Kevin Edwards    | 23   | 79 | 62 | 29.7 | 5.9 | 14.0 | .425 | 0.1 | 0.5 | .270 | 1.8 | 2.4 | .746 | 1.1 | 2.2 | 3.3 | 4.4 | 1.8 | 0.3 | 3.1 | 1.9 | 13.8 |
| 3  | Grant Long       | 22   | 82 | 73 | 29.7 | 4.1 | 8.4  | .486 | 0.0 | 0.1 | .000 | 3.7 | 5.0 | .749 | 2.9 | 3.7 | 6.7 | 1.8 | 1.5 | 0.6 | 2.5 | 4.1 | 11.9 |
| 4  | Billy Thompson   | 25   | 79 | 58 | 28.8 | 4.4 | 9.1  | .487 | 0.0 | 0.1 | .000 | 2.0 | 2.8 | .696 | 3.1 | 4.2 | 7.2 | 2.2 | 0.7 | 1.3 | 2.4 | 3.3 | 10.8 |
| 5  | Rony Seikaly     | 23   | 78 | 62 | 25.2 | 4.3 | 9.5  | .448 | 0.0 | 0.1 | .250 | 2.3 | 4.5 | .511 | 2.6 | 4.4 | 7.0 | 0.7 | 0.6 | 1.2 | 2.6 | 3.3 | 10.9 |
| 6  | Sylvester Gray   | 21   | 55 | 15 | 22.2 | 3.0 | 7.2  | .420 | 0.0 | 0.1 | .250 | 1.9 | 2.8 | .673 | 2.1 | 3.1 | 5.2 | 2.1 | 0.7 | 0.5 | 1.9 | 2.6 | 8.0  |
| 7  | Pat Cummings     | 32   | 53 | 28 | 20.7 | 3.7 | 7.4  | .500 | 0.0 | 0.0 | .000 | 1.4 | 1.8 | .742 | 1.6 | 3.7 | 5.3 | 0.9 | 0.5 | 0.3 | 2.1 | 3.0 | 8.8  |
| 8  | Jon Sundvold     | 27   | 68 | 8  | 19.7 | 4.5 | 9.9  | .455 | 0.7 | 1.4 | .522 | 0.7 | 0.8 | .825 | 0.3 | 1.0 | 1.3 | 2.0 | 0.4 | 0.0 | 1.3 | 1.1 | 10.4 |
| 9  | Pearl Washington | 25   | 54 | 8  | 19.7 | 3.0 | 7.2  | .424 | 0.0 | 0.3 | .071 | 1.5 | 1.9 | .788 | 0.9 | 1.4 | 2.3 | 4.2 | 1.4 | 0.1 | 2.3 | 1.9 | 7.6  |
| 10 | Clinton Wheeler  | 29   | 8  | 0  | 17.9 | 3.0 | 5.3  | .571 | 0.0 | 0.0 |      | 1.0 | 1.3 | .800 | 0.6 | 0.9 | 1.5 | 2.6 | 1.0 | 0.0 | 0.8 | 1.1 | 7.0  |
| 11 | Anthony Taylor   | 23   | 21 | 7  | 17.5 | 2.9 | 7.2  | .397 | 0.0 | 0.1 | .000 | 1.1 | 1.5 | .750 | 0.5 | 1.1 | 1.6 | 2.0 | 1.0 | 0.2 | 1.0 | 1.8 | 6.9  |
| 12 | Scott Hastings   | 28   | 75 | 6  | 16.1 | 1.9 | 4.4  | .436 | 0.1 | 0.4 | .321 | 1.2 | 1.4 | .850 | 1.0 | 2.1 | 3.1 | 0.8 | 0.4 | 0.6 | 0.9 | 2.7 | 5.1  |
| 13 | Kelvin Upshaw    | 26   | 9  | 0  | 16.0 | 2.9 | 7.0  | .413 | 0.1 | 0.6 | .200 | 0.4 | 0.7 | .667 | 0.4 | 1.0 | 1.4 | 2.2 | 0.8 | 0.0 | 1.4 | 2.0 | 6.3  |
| 14 | Todd Mitchell    | 22   | 22 | 0  | 14.5 | 1.9 | 4.0  | .466 | 0.0 | 0.0 |      | 1.6 | 2.7 | .600 | 0.8 | 1.4 | 2.1 | 0.9 | 0.7 | 0.1 | 1.3 | 2.2 | 5.4  |
| 15 | John Shasky      | 24   | 65 | 4  | 14.5 | 1.9 | 3.8  | .488 | 0.0 | 0.0 | .000 | 1.8 | 2.6 | .689 | 1.5 | 2.1 | 3.6 | 0.3 | 0.2 | 0.2 | 0.7 | 1.4 | 5.5  |
| 16 | Craig Neal       | 24   | 32 | 0  | 10.7 | 1.1 | 2.8  | .386 | 0.3 | 0.8 | .320 | 0.4 | 0.7 | .619 | 0.1 | 0.4 | 0.6 | 2.7 | 0.5 | 0.1 | 1.3 | 1.4 | 2.8  |
| 17 | Dave Popson      | 24   | 7  | 0  | 5.4  | 0.7 | 2.1  | .333 | 0.0 | 0.0 |      | 0.1 | 0.3 | .500 | 1.0 | 0.6 | 1.6 | 0.3 | 0.0 | 0.1 | 0.6 | 1.1 | 1.6  |

## Galardones y récords
| Jugador       | Galardón                                |
| Kevin Edwards | 2.º Mejor quinteto de rookies de la NBA |